# 新丰特
新丰特（義大利語：Fonte Nuova），是意大利拉齐奥大区罗马首都广域市的一个市镇。总面积20.15平方公里，人口28210人，人口密度1400.0人/平方公里（2009年）。ISTAT代码为058122。